# Fandom

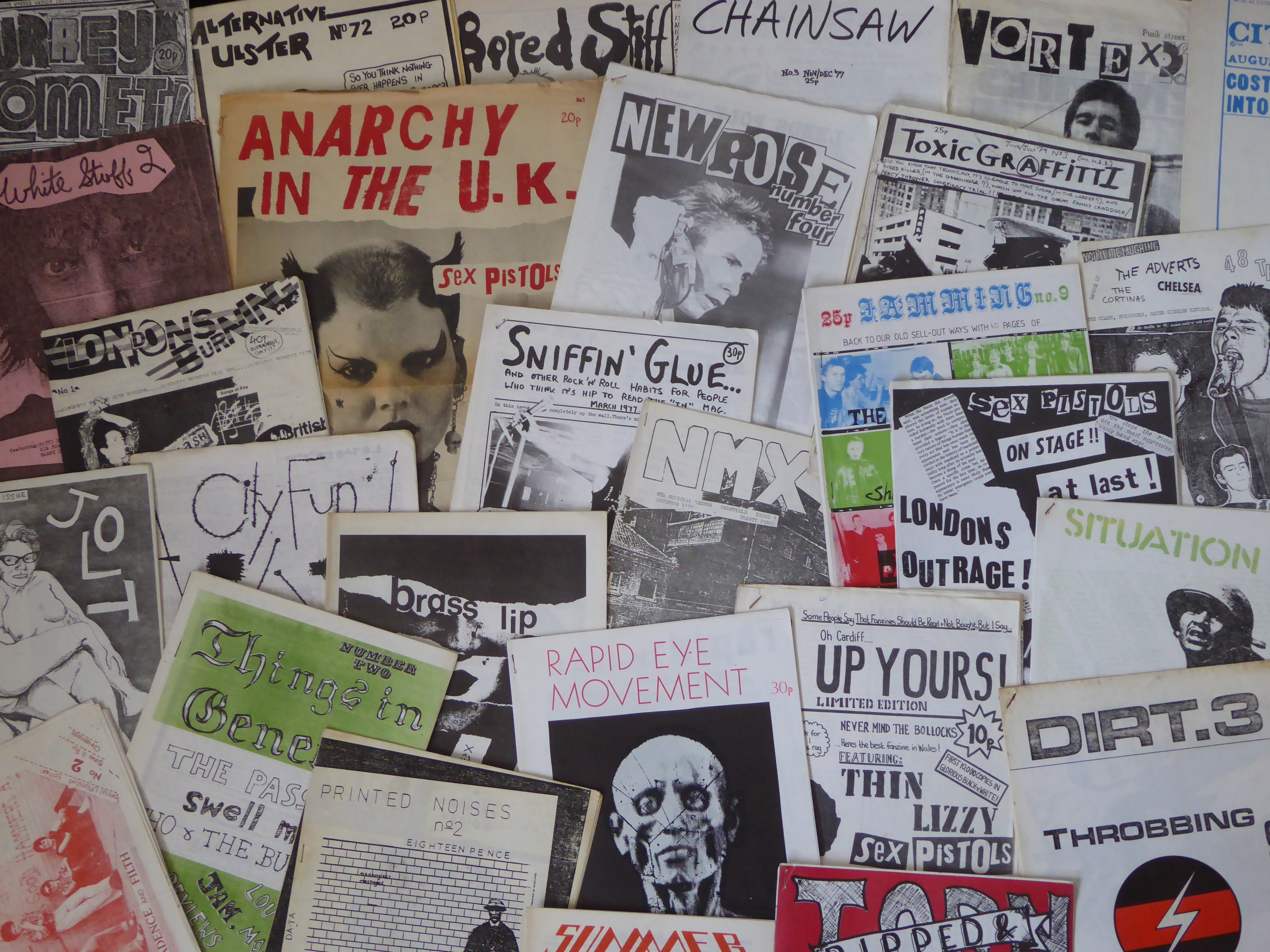
Fanziny z lat 70.

Fandom – określenie społeczności fanów, zwykle używane w odniesieniu do fanów fantastyki, ale nie tylko – używane jest także m.in. przez fanów mangi i anime (patrz: fandom mangi i anime), komiksów, gier video, RPG, gier planszowych czy karcianek, creepypasty oraz często przez fanów youtuberów, piosenkarzy i aktorów, a także kreskówek (np. bronies) czy też seriali. Jako fandom określa się zwykle ludzi aktywnie uczestniczących życiu społeczności – w klubach fanowskich, konwentach, lub w internetowych zdarzeniach, dyskusjach. Członkowie fandomu również tworzą treści – piszą, rysują i kręcą filmy. Dzięki nim powstają takie dzieła jak fanfik, fanart, fan comic czy fan video. Część osób z fandomów przebiera się za postacie z różnych dzieł.

## Historia

### Początki fandomu na świecie oraz Ameryce
Za prekursora fandomu należy uznać fandom Sherlocka Holmesa, przejawiający się głównie poprzez żałobę oraz protesty fanów po uśmierceniu bohatera przez sir Arthura Conana Doyle’a w utworze Ostatnia zagadka z 1893 roku, ze zbioru 11 (w niektórych wydaniach 12) opowiadań o Sherlocku, które były publikowane pierwotnie w The Strand Magazine w latach 1892–1893. Wydanie książkowe ukazało się w 1894.
Za symboliczną datę początku fandomu w Ameryce uznaje się natomiast 11 grudnia 1929 roku, gdy po raz pierwszy spotkali się fani zrzeszeni w klubie The Scienceers z Nowego Jorku.
Dynamiczny rozwój działalności fandomowej rozpoczął się w latach 20. XX wieku w USA. W 1928 Aubery Clements pracujący w Albama Journal stworzył Science Correspondence Club. W tym samym roku Sydney Gerson i Walter Dennis w czasopiśmie Amazing Stories Quarterly zaproponowali pomysł stworzenia klubu korespondencyjnego, w celu rozpowszechniania myśli naukowej. Wkrótce obydwa kluby połączyły się, w sumie posiadając czterdziestu dziewięciu członków.
Hugo Gernsback w 1934 stworzył w czasopiśmie Wonder Stories kolumnę zatytułowaną Science Fiction League, prowadzoną ku pogłębieniu i doskonaleniu science fiction. Dała ona początek klubowi fantastyki. Do jego założycieli można zaliczyć takie osoby jak Forrest J. Ackerman, czy Jack Darrow. Aby dołączyć do stowarzyszenia, należało wypełnić formularz, zaznaczając jedną z czterech klas przynależności.
Pod koniec lat 30. XX wieku doszło do rozłamu Science Fiction League. W ten sposób powstały kolejne kluby, w tym The Los Angeles Science Fantasy Society – stowarzyszenie powstałe w 1940 i funkcjonujące do dzisiaj, tym samym będąc jedną z najstarszych działających organizacji tego typu. W latach 1939–1945 powstawały liczne kluby zrzeszające fanów fantastyki w różnych stanach USA.
Za pierwsze drukowane źródło dotyczący fanowskiej działalności w Wielkiej Brytanii uważany jest list Waltera Gillingsa oraz Leonarda A. Kippina opublikowany na łamach gazety Ilford Recorder z 1930, informujący o założeniu Ilford Science League, brytyjskiego klubu zrzeszającego fanów fantastyki naukowej.
Dla członków fandomu prędko zaczęto organizować konwenty, jednak początkowo ich frekwencja była niewielka i wynosiła około pięćdziesięciu osób. Dopiero w maju 1938 S. Moskowitz i W.S. Sykora zorganizowali liczący około stu uczestników Pierwszy Konwent Krajowy w Newarku. Organizatorzy wkrótce zorganizowali więc kolejne wydarzenie tego typu, łącząc je ze Światowymi Targami w Nowym Jorku.

### Początki fandomu w Polsce
Początki fandomu w Polsce to PRL oraz lata 70. W różnych miastach (głównie w Warszawie) zaczęły pojawiać się kluby miłośników fantastyki. Reklamy tych klubów (głównie tych z Warszawy) można było znaleźć m.in. na okładkach książek, czy w magazynach komiksowych (np. Relax). Członkowie klubów zostawiali także ulotki w książkach z fantastyką, aby zachęcić więcej czytelników fantastyki, do dołączenia do formujących się klubów. Jednym z głównych celów klubów było zapraszanie redaktorów wydawnictw, aby zachęcić ich do wydawania więcej fantastyki, której wtedy było bardzo mało w Polsce. Władze PRL prawdopodobnie zgodziły się na tworzenie klubów oraz na ich działalność z powodu tego, że tego typu Kluby istniały już w Związku Radzieckim.
Rodzący się Fandom był środowiskiem towarzyskim i miejscem, gdzie można było zdobyć książki, czy porozmawiać o fantastyce. Dawał także świadomość bycia częścią większej wspólnoty. W Polsce wydawano głównie autorów zza żelaznej kurtyny, było to spowodowane tym, że aby wydać w Polsce autora z zachodu, musiał się on zgodzić na wypłatę honorarium w złotówkach, bo przydziały dewiz dla wydawnictw były bardzo ograniczone. Autor musiał także odebrać i wydać pieniądze w Polsce, ponieważ transfer tych pieniędzy za granicę był praktycznie niemożliwy. Niektórzy pisarze godzili się jednak na te warunki. Przykładem może być Brian Aldiss, który postanowił wydać całe honorarium podczas Euroconu zorganizowanego w Poznaniu w 1976 roku. Rok 1976, czyli datę Poznańskiego Euroconu, uznaje się za początek Polskiego fandomu, ponieważ to w tym roku powstał Ogólnopolski Klub Miłośników Fantastyki i Science Fiction.
W ramach Polskiego Fandomu swoją działalność pisarską rozpoczynało wiele znanych później pisarzy. W 1985 roku przy PSMF-ie utworzono Kulub Twórców czasami nazywany Klubem Tfurcuf'. Jego członkami byli m.in. Jacek Piekara czy Rafał Ziemkiewicz, którzy wcześniej należeli do grupy Trust w klubie SFAN. Jednym z dzieci klubu Twórców był fanzin Fantom, ukazujący się z przerwami do końca lat 90., kiedy to powstało czasopismo Fenix, które z kolei było kontynuacją fanzinu Feniks. Polski fandom początkowo mało liczny, skupiał się tylko w klubach, ale już w latach 90. zaczął rosnąć, gdy członkowie fandomu zaczęli spotykać się na zlotach, które później tak jak w Amerykańskim Fandomie nazywano konwentami (od angielskiego convention). Takimi zlotami były np. Pyrkon, Krakon, Copernicon czy Silcon.
W 2023 powstał film dokumentalny Fantastyczny Matt Parey o Macieju Parowskim, który był uznaną postacią fandomu. W filmie m.in. można obejrzeć elementy historii fandomu w Polsce.